# Место под сунцем
Место под сунцем (енгл. A Place in the Sun) је амерички драмски филм из 1951. године, заснован на роману Теодора Драјзера Америчка трагедија, као и представи из 1926. године, такође под називом Америчка трагедија. Радња прати младића из радничке класе који улази у везу са две жене: прва ради у фабрици његовог богатог стрица, а друга долази из веома имућне породице. Још једна адаптација овог романа снимљена је 1931. године, под називом Америчка трагедија. Оба филма су инспирисана стварним убиством Грејс Браун од стране Честера Џилета 1906, што је резултовало Џилетовом осудом и погубљењем на електричној столици 1908. године.
Филм је режирао Џорџ Стивенс по сценарију Харија Брауна и Мајкла Вилсона, а главне улоге тумаче Монтгомери Клифт, Елизабет Тејлор и Шели Винтерс; споредне улоге тумаче Ен Ревир и Рејмонд Бер.
Филм је остварио критички и комерцијални успех, освојивши шест Оскара и прву награду Златни глобус за најбољи драмски филм. Године 1991, Конгресна библиотека је одабрала Место под сунцем за чување у Националном регистру филмова Сједињених Држава због „културног, историјског или естетског значаја”.

## Радња
Године 1950, Џорџ Истман, сиромашни нећак богатог индустријалца Чарлса Истмана, стиже у град након случајног сусрета са својим стрицем док је радио као портир у хотелу у Чикагу. Стриц је позвао Џорџа да га посети ако икада дође у град, а амбициозни младић је искористио ту понуду. Упркос Џорџовој породичној вези са Истмановима, они га сматрају аутсајдером, али му његов стриц ипак нуди почетни посао у својој фабрици. Џорџ се, без жалби, нада да ће импресионирати свог стрица (коме се увек формално обраћа) својим напорним радом и поправити свој положај. Док је радио у фабрици, Џорџ је почео да излази са колегиницом фабричком радницом Алис Трип, што се противи правилима на радном месту. Алис је сиромашна и неискусна девојка коју Џорџ заслепљује и која верује да му име Истман не доноси никакве предности.
Временом, Џорџ почиње полако да се пење на корпоративној лествици до позиције надзорника у одељењу где је почео. Поднео је препоруке о унапређењу производње у свом одељењу, што је коначно привукло пажњу његовог стрица, који га позива у свој дом на отмену забаву. На забави, Џорџ упознаје „девојку из високог друштва” Анђелу Викерс, и њих двоје се заљубљују. Чињеница да се виђа са Анђелом гура Џорџа у опојни и безбрижни начин живота високог друштва. Када Алис открије да је трудна и јасно стави до знања да очекује да се Џорџ ожени њоме, он одлаже венчање што више може, проводећи све више времена са Анђелом и својим новим добростојећим пријатељима. Алис не успева да добије дозволу за абортус и поново инсистира на браку. Џорџ је позван да се придружи Анђели у викендици Викерсових на језеру током празника рада и поново одлаже венчање са Алис, тврдећи да ће та посета унапредити његову каријеру и допринети њиховом будућем детету.
Џорџ и Анђела проводе време на језеру, где Анђела прича Џорџу причу о наводном дављењу једног пара, као и да тело мушкарца никада није пронађено.
У међувремену, Алис проналази у новинама слику Џорџа и Анђеле на чамцу са пријатељима, и схвата да ју је Џорџ лагао о својим намерама, па одлучује да оде на језеро. Током вечере којој присуствују породице Истман и Викерс, Алис позива њихов кућни број и тражи да разговара са Џорџом. Она му каже да је на аутобуској станици и да ће, ако он не дође по њу, стићи у викендицу и разоткрити га. Видно потресен, он саопштава породицама да му је мајка болесна и да мора да оде, али обећава Анђели да ће се вратити. Следећег јутра, Џорџ и Алис одвозе се у градску већницу да се венчају, али откривају да је затворена због празника рада. Сећајући се приче коју му је Анђела испричала о утопљенику и знајући да Алис не уме да плива, Џорџ предлаже да проведу дан на оближњем језеру.
Када стигну до језера, Џорџ се претвара да му је понестало горива како би сакрио аутомобил у шуми. Понаша се нервозно када изнајми чамац од човека који као да закључује да му је Џорџ дао лажно име; сумње човека се још више побуђују када га Џорџ пита да ли има још чамаца на језеру (нема ниједан). Док су на језеру, Алис прича о својим сновима о њиховој срећној будућности заједно са њиховим дететом. Пошто се Џорџ видно сажали на њу, Алис покушава да устане у чамцу, због чега се он преврне, а Алис се удави.
Џорџ плива до обале, понаша се сумњичаво када наиђе на кампере по повратку до аутомобила и на крају се одвезе до викендице Викерсових. Тамо покушава да се опусти, али је све напетији. Никоме не говори ништа о томе да је био на језеру или о томе шта се тамо догодило. У међувремену, Алисино тело је откривено и њена смрт се готово од првог тренутка третира као убиство, док се против Џорџа скупља обиље доказа и извештаја сведока. Баш када Анђелин отац одобри њен брак са Џорџом, Џорџ бива ухапшен и оптужен за Алисино убиство. Џорџове сплетке пре и после Алисине смрти осуђују га. Његово порицање је узалудно, и он је проглашен кривим за убиство и осуђен на смрт путем електричне столице. Пред извршење казне признаје свештенику и мајци да, иако није убио Алис, није ни покушавао да је спасе јер је мислио на Анђелу. Свештеник тада наводи да је у његовом срцу то било убиство.
Касније, Анђела посећује Џорџа у затвору, говорећи да ће га увек волети, а Џорџ полако креће ка сопственом погубљењу.

## Улоге
| Глумац           | Улога                  |
| ---------------- | ---------------------- |
| Монтгомери Клифт | Џорџ Истман            |
| Елизабет Тејлор  | Анђела Викерс          |
| Шели Винтерс     | Алис Трип              |
| Ен Ревир         | Хана Истман            |
| Киф Брасел       | Ерл Истман             |
| Фред Кларк       | адвокат Белоус         |
| Рејмонд Бер      | Р. Френк Марлоу        |
| Херберт Хејс     | Чарлс Истман           |
| Шеперд Страдвик  | Ентони „Тони” Викерс   |
| Фрида Инескорт   | Ен Викерс              |
| Кетрин Гивни     | Луиза Истман           |
| Волтер Сенд      | Арт Џенсен             |
| Тед де Корсија   | судија Р. С. Олдендорф |

## Цензура
У писму Америчке филмске асоцијације од 14. новембра 1949, Џозеф И. Брин је указао на проблем у вези са дијалогом између Алис и њеног доктора. Брин је упозорио на директне референце на абортус, посебно на део у сценарију где Алис каже: „Докторе, морате ми помоћи.” У готовом филму, реченица је гласила: „Неко мора да ми помогне”, при чему се абортус вероватно подразумева, али филм не укључује никакво стварно помињање тога.
Године 1965, режисер Стивенс је запретио да ће тужити било коју ТВ станицу за милион долара, ако убаци било какву рекламу приликом приказивања овог филма без његовог конкретног одобрења огласа.

## Пријем
Филм је добио похвале критичара, а процењује се да је зарадио 3,5 милиона долара на благајнама у САД и Канади. Након што је погледао филм, Чарли Чаплин га је назвао „најбољим филмом о Америци икада снимљеним”.
Бела хаљина коју је креирала Едит Хед, а коју је у филму носила Елизабет Тејлор, била је најпопуларнија врста хаљине за матурске вечери у Сједињеним Државама 1951. године и утицала је на дизајн матурских хаљина и венчаница до краја деценије.
Признање филма није се у потпуности задржало током времена. Савремене рецензије филма показују да много тога што је било узбудљиво у филму 1951. није тако снажно у 21. веку. Критичари наводе спори темпо, претерану мелодраму и застареле друштвене коментаре као нешто што није било присутно у великим филмовима тог доба, попут оних Алфреда Хичкока и Елије Казана, иако глума Клифта, Тејлорове и Винтерсове и даље добија похвале.
Ипак, многи сматрају да је филм класик. Године 1998. нашао се на 92. месту листе Америчког филмског института 100 година АФИ-ја... 100 филмова, као и на 53. месту листе 100 година АФИ-ја... 100 љубавних прича. Тренутно држи рејтинг одобравања од 81% на сајту Rotten Tomatoes, на основу 36 рецензија. Британски филмски институт је 2013. поново објавио филм  широм Уједињеног Краљевства због његових значајних заслуга.

## Награде и номинације
| Награда                                         | Категорија                             | Номиновани                  | Резултат   |
| ----------------------------------------------- | -------------------------------------- | --------------------------- | ---------- |
| Оскар                                           | Најбољи филм                           | Џорџ Стивенс                | Номинација |
| Оскар                                           | Најбољи режисер                        | Џорџ Стивенс                | Освојено   |
| Оскар                                           | Најбољи глумац                         | Монтгомери Клифт            | Номинација |
| Оскар                                           | Најбоља глумица                        | Шели Винтерс                | Номинација |
| Оскар                                           | Најбољи сценарио                       | Мајкл Вилсон и Хари Браун   | Освојено   |
| Оскар                                           | Најбоља фотографија – црно-бела        | Вилијам Мелор               | Освојено   |
| Оскар                                           | Најбоља костимографија – црно-бела     | Едит Хед                    | Освојено   |
| Оскар                                           | Најбоља монтажа                        | Вилијам Хорнбек             | Освојено   |
| Оскар                                           | Најбоља оригинална музика              | Франц Ваксман               | Освојено   |
| Кански филмски фестивал                         | Гранд при                              | Џорџ Стивенс                | Номинација |
| Награда Удружења режисера Америке               | Најбољи филмски режисер                | Џорџ Стивенс                | Освојено   |
| Награде Златни глобус                           | Најбољи филм – драма                   | Најбољи филм – драма        | Освојено   |
| Награде Златни глобус                           | Најбоља глумица – драма                | Шели Винтерс                | Номинација |
| Награде Златни глобус                           | Најбољи режисер                        | Џорџ Стивенс                | Номинација |
| Награде Златни глобус                           | Најбоља фотографија – црно-бела        | Вилијам Мелор               | Номинација |
| Сребрна врпца                                   | Најбољи страни режисер                 | Џорџ Стивенс                | Освојено   |
| Награде Националног одбора за рецензију филмова | Најбољи филм                           | Најбољи филм                | Освојено   |
| Награде Националног одбора за рецензију филмова | Топ десет филмова                      | Топ десет филмова           | Освојено   |
| Национални одбор за презервацију филмова        | Национални регистар филмова            | Национални регистар филмова | Inducted   |
| Награде Удружења њујоршких филмских критичара   | Најбољи режисер                        | Џорџ Стивенс                | Номинација |
| Награде Удружења њујоршких филмских критичара   | Најбоља глумица                        | Шели Винтерс                | Номинација |
| Награда Удружења продуцената Америке            | Галерија славних – филмови             | Галерија славних – филмови  | Освојено   |
| Награда Удружења сценариста Америке             | Најбоље написана америчка драма        | Мајкл Вилсон и Хари Браун   | Освојено   |
| Награда Удружења сценариста Америке             | Најбоље написан филм о америчкој сцени | Мајкл Вилсон и Хари Браун   | Номинација |

## Даље читање
- Tibbetts, John C., and James M. Welsh, eds. The Encyclopedia of Novels Into Film (2nd ed. 2005) pp. 15–17.